# Marcello Bazzana
Marcello Bazzana (ur. 4 lipca 1953 w Temù, zm. 17 stycznia 2011 w Edolo) – włoski skoczek narciarski i kombinator norweski. Olimpijczyk (1976), mistrz Włoch w skokach narciarskich z 1976 i medalista mistrzostw kraju w kombinacji norweskiej.

## Przebieg kariery
W lutym 1971 w Nesselwang wystartował w mistrzostwach Europy juniorów, zajmując 32. lokatę. W pierwszej połowie lat 70. XX wieku brał udział w różnych zawodach międzynarodowych (startował między innymi w 23. Turnieju Czterech Skoczni), jednak nie odniósł większych sukcesów. W lutym 1974 w Falun wystartował na mistrzostwach świata, jednak wziął udział tylko w konkursie indywidualnym na skoczni dużej, w którym w 1. serii oddał najkrótszy skok zawodów (63,5 metra) i nie przystąpił do drugiej części zmagań. Wystartował także w Zimowych Igrzyskach Olimpijskich 1976 – na skoczni normalnej był 38. (ex aequo z Bogdanem Norčičem i Adamem Krzysztofiakiem), a na obiekcie dużym zajął 51. lokatę.
Bazzana był zawodnikiem klubu Gruppi Sportivi Fiamme Gialle. W 1976 zdobył tytuł mistrza Włoch w skokach narciarskich. Uprawiał również kombinację norweską, a w 1974 w dyscyplinie tej zdobył srebrny medal mistrzostw kraju.
Po zakończeniu kariery pracował jako instruktor narciarstwa alpejskiego, był związany z klubem narciarskim z Edolo. Zmarł 17 stycznia 2011.

## Igrzyska olimpijskie

### Indywidualnie
| 1976 Innsbruck | – | 38. miejsce (skocznia normalna), 51. miejsce (skocznia duża) |

## Mistrzostwa świata

### Indywidualnie
| 1974 Falun | – | 60. miejsce (skocznia duża) |

## Mistrzostwa Europy juniorów

### Indywidualnie
| 1971 Nesselwang | – | 32. miejsce |